# Kościół św. Wincentego à Paulo w Krakowie
Kościół św. Wincentego à Paulo – zabytkowy, neogotycki, konwentualny kościół rzymskokatolicki misjonarzy Wincentego a Paulo, znajdujący się w Krakowie, w dzielnicy I Stare Miasto przy ulicy św. Filipa 17–19, na Kleparzu.

## Historia
Na miejscu obecnego kościoła stał niegdyś kościół św. Filipa i św. Jakuba wzmiankowany w dokumentach w 1373. Zniszczył go pożar w 1528, po odbudowie ponownego zniszczenia dokonali Szwedzi w 1655. Odbudowaną ze zniszczeń wojennych świątynię konsekrował w 1667 biskup Mikołaj Oborski. Ten kościół zniszczył kolejny pożar jaki wybuchł w 1755, po raz kolejny został odbudowany, przetrwał do końca XVIII wieku, w 1801 na polecenie władz austriackich został zburzony. Plac po kościele przez kilka lat był używany jako tymczasowy cmentarz komunalny. W 1861 na teren Kleparza sprowadzili się księża Misjonarze. Dwa lata później stali się właścicielami parceli przy ulicy św. Filipa.
Obecny kościół zbudowano według projektów Filipa Pokutyńskiego w latach 1875–1877 nawiązując do wzorów włoskiego trecenta. Ołtarz główny został sprowadzony z Wiednia. Uroczystej konsekracji kościoła dokonał 2 września 1877 arcybiskup Lodovico Jacobini nuncjusz apostolski w Wiedniu.
W latach 1911–1912 kościół został rozbudowany według projektu Jana Sas Zubrzyckiego, przedłużono wówczas prezbiterium, wybudowano nową zakrystię łącząc ją z klasztorem oraz kaplicę Matki Bożej z Lourdes. Ponowna konsekracja odbyła się 1 listopada 1912, dokonał jej Kacper Słomiński wizytator zgromadzenia księży Misjonarzy. Po zmianie wystroju kościół powtórnie konsekrował biskup Stanisław Rospond.

## Wnętrze
Obecny ołtarz główny wykonano w 1935 r. według projektu Franciszka Mączyńskiego z białego marmuru i alabastru, we wnękach umieszczono drewniane figury Serca Jezusa oraz świętych Piotra i Pawła.
W lewym ołtarzu bocznym znajdują się rzeźby św. Wincentego a Paulo oraz świętych Antoniego i Józefa.
W ołtarzu bocznym po prawej stronie umieszczono barokowy obraz z 1700 r. Chrystusa Ukrzyżowanego zwanego Milatyńskim. Został on sprowadzony z Rzymu do Milatyna Nowego koło Lwowa, od 1747 r. znajdował się w kościele karmelitów bosych w Milatynie. W 1755 r. ogłoszono wizerunek Chrystusa cudownym. Do Krakowa trafił w 1945 r., początkowo został umieszczony w klasztorze Misjonarzy w 1976 r. przeniesiono go do kościoła i umieszczono w ołtarzu. Kratę zamykającą ołtarz zaprojektował Wiktor Zin.
W latach 1934–1936 w kaplicy Matki Bożej z Lourdes nowy ołtarz w kształcie groty z Lourdes zaprojektował Franciszek Mączyński. Znajduje się w nim figura Matki Boskiej ciesząca się wśród krakowian wielką czcią sprowadzona z Lourdes w 1889 r.
Kościół posiada neogotyckie stalle i ambonę z 1883 r., witraże były wykonywane w Wiedniu w 1877 r., oraz w Krakowie w 1912 r., na jednym z nich wizerunek patrona kościoła św. Wincentego a Paulo.

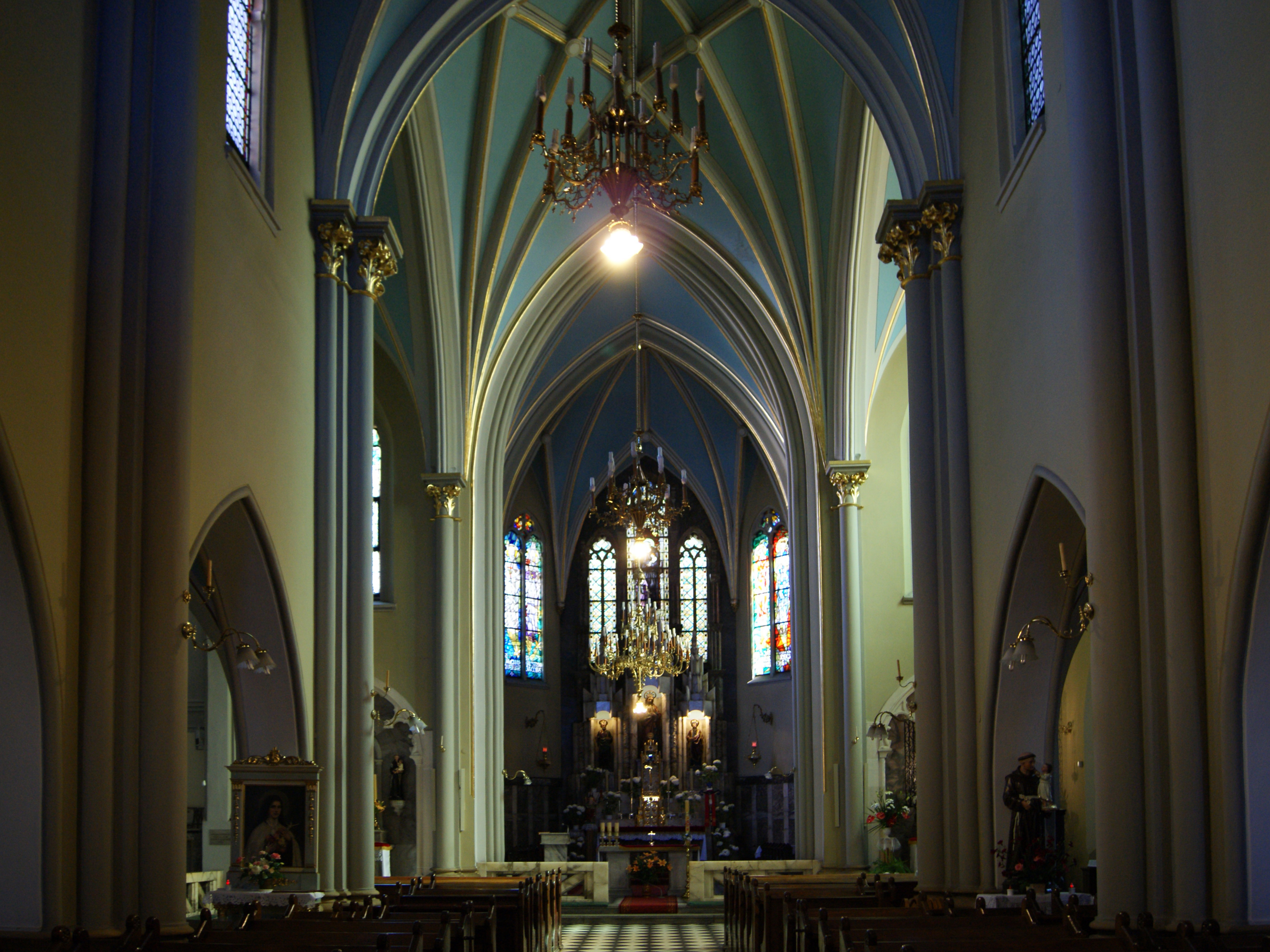
Wnętrze kościoła